# パランカラヤ大学
パランカラヤ大学（パランカラヤだいがく University of Palangka Raya、略称UPR）は、インドネシア共和国、ボルネオ島南部パランカラヤに立地する国立大学である。パランカラヤ地域はインドネシア熱帯泥炭域の一つであり、環境保全活動に取り組んでいる。

## 歴史
1963年にボルネオ島内に設立され、中部カリマンタン州で最初で最も古い国立総合大学となっている。

## 学部
- 農学部
- 工学部
- 数理学部
- 医学部
- 教育学部
- 社会・政治学部
- 経済・経営学部
- 法学部

学生数は約13,000人程度である。特に、インドネシア熱帯泥炭域（中部カリマンタン州パランカラヤ地域）の森林・水の環境保全のための研究・教育に力を入れている。

## 日本の学生交流協定校
- 京都大学
- 大阪大学
- 北海道大学
- 富山大学
- 豊橋技術科学大学
- 大阪工業大学
- 愛媛大学